# Leighton Hope
Leighton Hope, född 4 november 1952, är en friidrottare från Kanada. Han deltog vid olympiska sommarspelen 1976.